# Thrixspermum musciflorum
Thrixspermum musciflorum är en orkidéart som beskrevs av Aragula Sathyanarayana Rao och J. Joseph. Thrixspermum musciflorum ingår i släktet Thrixspermum och familjen orkidéer. Inga underarter finns listade i Catalogue of Life.